# San Sebastián (Manabí)
San Sebastián ist eine Ortschaft und eine Parroquia rural („ländliches Kirchspiel“) im Kanton Pichincha der ecuadorianischen Provinz Manabí. Die Parroquia besitzt eine Fläche von 142,5 km². Die Einwohnerzahl lag im Jahr 2010 bei 5261. Die Parroquia wurde am 27. September 1990 gegründet.

## Lage
Die Parroquia San Sebastián liegt in bis zu 500 m hohen Cordillera de Balzar, ein Abschnitt der Cordillera Costanera. Die Wasserscheide zwischen den Einzugsgebieten der Flüsse Río Chone und Río Daule verläuft durch die Parroquia. Im Norden reicht das Verwaltungsgebiet bis zum Stausee der Talsperre La Esperanza. Im Süden verläuft der Río Tigre, ein Nebenfluss des Río Daule, entlang der Verwaltungsgrenze nach Osten. Das Quellgebiet des Río Carrizal liegt östlich vom Hauptort San Sebastián. San Sebastián befindet sich auf einer Höhe von etwa 400 m 21,5 km westlich vom Kantonshauptort Pichincha. Die Fernstraße E30 (Portoviejo–Quevedo) führt an San Sebastián vorbei.
Die Parroquia San Sebastián grenzt im Süden an den Kanton Balzar (Provinz Guayas), im Südwesten an die Parroquia San Pablo de Pueblo Nuevo (Kanton Santa Ana), im Westen an die Parroquia Honorato Vásquez (ebenfalls im Kanton Santa Ana) und an die Parroquia San Plácido (Kanton Portoviejo), im Nordwesten an die Parroquia Calceta sowie im Osten an die Parroquia Pichincha.